# Соледарське озеро
Соледарське озеро розташовується біля самого міста Соледар, в Донецькій області.

## Відомості
Ця загадкова водойма є дуже незвичайною та привабливою для всіх бажаючих побачити це озеро. Воно утворилось завдяки мінералізованим водам шахт. Раніше у районі озера проводили видобуток солі, але потім шахти були закриті. Воно має аномальну температуру води, за що його називають «з підігрівом». Воно відрізняється від інших водойм тим, що чим глибше спускатись на дно цього озера, тим становиться більша температура води. Глибина озера порівняно є невеликою – близько 100 м. На поверхні вода зазвичай не прогрівається більше 20–25 °С, але на глибині 4–6 метрів температура піднімається до 30–40 °С. Одна частина водойми є прісною, друга ж навпаки солона та щільна, що не дає можливості пірнути глибоко. Місцеві жителі розповідають що колись в місті Соледар була шахта, проте під час Другої світової війни, вона була надірвана. Відтоді шахта повністю є затопленою. Також дослідники вважають що це озеро є небезпечним для купання, проте воно добре впливає на самопочуття та здоров'я. Насправді це озеро є досить унікальним порівнюючи його з іншими водоймами, бо воно має свою загадкову структуру. Дослідники також порівнюють його з водами Мертвого моря.